# Agrotis carrascoi
Agrotis carrascoi är en fjärilsart som beskrevs av Köhler 1979. Agrotis carrascoi ingår i släktet Agrotis och familjen nattflyn. Inga underarter finns listade i Catalogue of Life.